# Paul Giamatti
Paul Edward Valentine Giamatti (New Haven, Connecticut, 6 de juny de 1967) és un actor estatunidenc, que ha estat nominat a l'Oscar i, en dues ocasions, als Globus d'Or; la seva interpretació a la minisèrie John Adams el va fer guanyar el 2008 un Globus d'Or i un Premi Emmy al millor actor.

## Biografia
Giamatti va néixer a New Haven, Connecticut. És fill d'A. Bartlett Giamatti, professor de la Universitat Yale, que més tard fou rector de la universitat i comissari de la Major Ligue de beisbol. La seva mare, Toni Smith, era mestra. El pare de Giamatti tenia ascendència italo-americana, mentre que la seva mare era irlando-americana.
Paul Giamatti està casat amb Elizabeth Cohen des de 1997. D'aquesta parella va néixer Samuel el 2001.

## Filmografia
- 1992: Past Midnight
- 1992: Singles
- 1994: NYPD Blue: episodi "You Bet Your Life"
- 1995: Mighty Aphrodite
- 1995: New York News (sèrie de televisió): episodi "Past Imperfect"
- 1995: Sabrina
- 1996: The Show (sèrie de televisió): episodi pilot
- 1996: Breathing Room
- 1997: Arresting Gena
- 1997: Donnie Brasco
- 1997: Parts íntimes (Private Parts)
- 1997: La boda del meu millor amic (My Best Friend's Wedding)
- 1997: Deconstructing Harry
- 1997: A Further Gesture
- 1998: Homicide: Life on the Street (sèrie de televisió): episodi "Pit Bull Sessions"
- 1998: The Truman Show
- 1998: Dr. Dolittle
- 1998: Saving Private Ryan
- 1998: The Negotiator
- 1998: Safe Men
- 1999: Cradle Will Rock
- 1999: Man on the Moon
- 2000: If These Walls Could Talk 2
- 2000: Big Momma's House
- 2000: Duets
- 2001: King of the Hill (sèrie de televisió): episodi "It's Not Easy Being Green"
- 2001: Storytelling
- 2001: Planet of the Apes
- 2002: Big Fat Liar
- 2002: Thunderpants
- 2003: American Splendor: Harvey Pekar
- 2003: Paycheck
- 2003: Confidence
- 2003: The Pentagon Papers (televisió)
- 2004: Sideways
- 2005: Saturday Night Live (sèrie de televisió): episodi 30.10
- 2005: Robots
- 2005: Cinderella Man
- 2006: The Hawk Is Dying
- 2006: L'il·lusionista
- 2006: Lady in the Water
- 2006: Ant bully: Benvingut al formiguer (The Ant Bully)
- 2007: The Nanny Diaries
- 2007: Shoot 'Em Up
- 2007: Fred Claus
- 2008: John Adams (minisèrie de televisió)
- 2009: Duplicity
- 2009: Cold Souls
- 2009: The Haunted World of El Superbeasto
- 2009: The Last Station
- 2009: Ironclad
- 2010: Barney's Version
- 2010: The Three Stooges
- 2011 -Ressaca 2. Ara a Tailàndia!
- 2015: San Andreas
- 2016: Billions

## Reconeixement

### Premis Oscar
| Any  | Categoria              | Pel·lícula     | Resultat |
| ---- | ---------------------- | -------------- | -------- |
| 2006 | Millor actor secundari | Cinderella Man | Candidat |

### Premis Globus d'Or
| Any  | Categoria                            | Pel·lícula       | Resultat  |
| ---- | ------------------------------------ | ---------------- | --------- |
| 2005 | Millor actor musical o còmic         | Sideways         | Candidat  |
| 2006 | Millor actor secundari               | Cinderella Man   | Candidat  |
| 2009 | Millor actor en minisèrie o telefilm | John Adams       | Guanyador |
| 2011 | Millor actor musical o còmic         | Barney's Version | Guanyador |

### Premis Emmy
| Any  | Categoria                            | Pel·lícula | Resultat  |
| ---- | ------------------------------------ | ---------- | --------- |
| 2008 | Millor actor en minisèrie o telefilm | John Adams | Guanyador |

### Altres distincions
- Independent Spirit Award per Sideways (2005) i una nominació per American Splendor (2003)
- New York Film Critics Circle Award per Sideways (2004)
- Premi San Francisco Film Critics Circle per Sideways (2004)
- Premi Sant Jordi per Cinderella man (2006)